# Gladue Lake 105B
Gladue Lake 105B är ett reservat i Kanada.   Det ligger i provinsen Saskatchewan, i den centrala delen av landet, 2 500 km väster om huvudstaden Ottawa. Gladue Lake 105B ligger vid sjön Jarvis Lake.
I omgivningarna runt Gladue Lake 105B växer i huvudsak blandskog. Trakten runt Gladue Lake 105B är nära nog obefolkad, med mindre än två invånare per kvadratkilometer.